# Gallina a la portuguesa

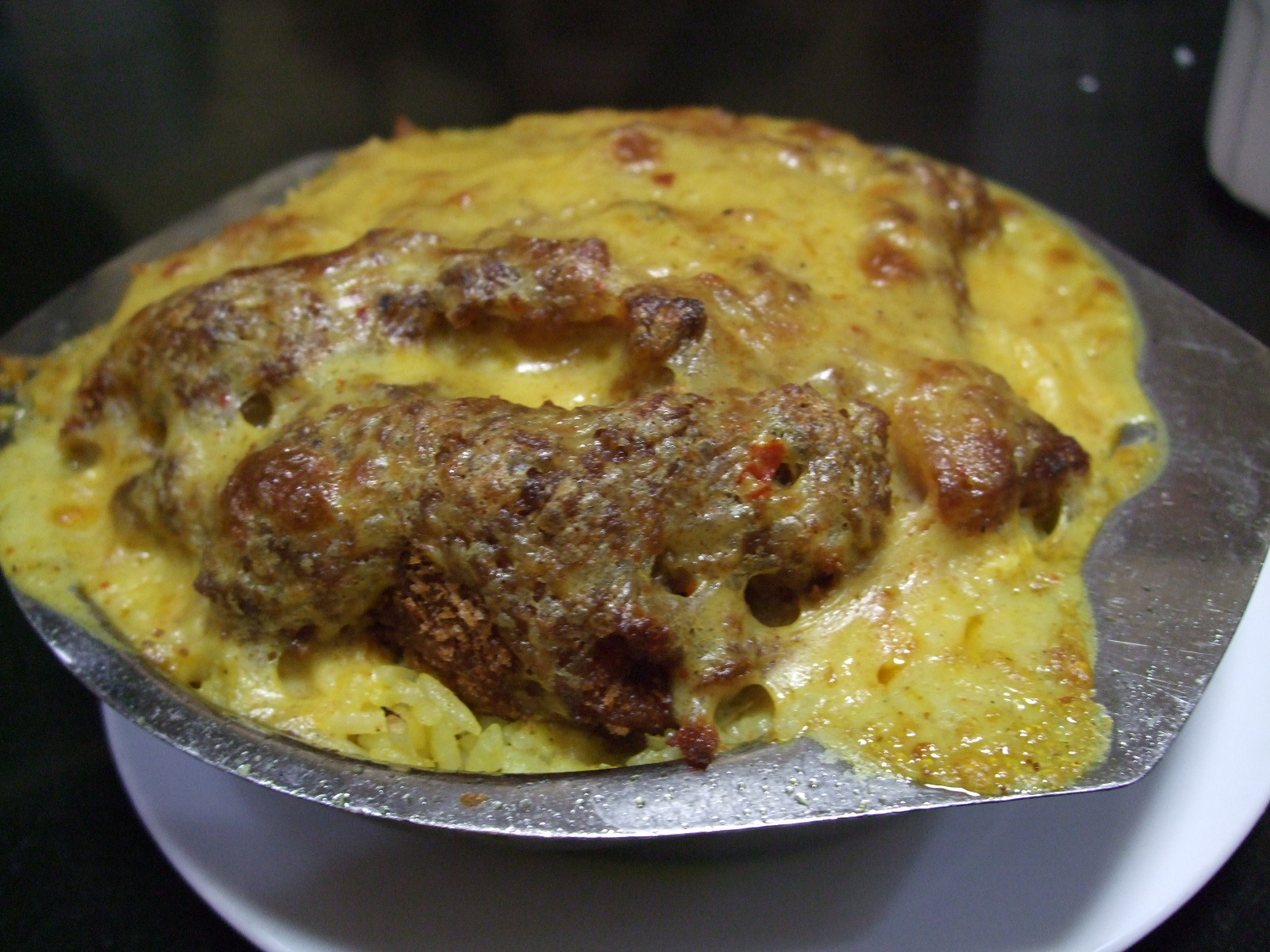
Gallina a la portuguesa.

La gallina a la portuguesa (galinha à portuguesa; 葡國雞) es un plato de la gastronomía de Macao. A pesar de su nombre, no procede de Portugal sino de Macao, una región administrativa especial de China anteriormente bajo gobierno portugués, donde el plato recibió su nombre para indicar su estatus.
La gallina a la portuguesa consiste de trozos de pollo, con patatas y a veces arroz hervido, con salsa suave parecida al curry, a base de coco, todo ello horneado hasta dorarlo. Tiene un aroma muy distintivo.